# Аквапорин 8
Аквапорин 8 — белок группы аквапоринов, водный канал. Чувствителен к ртути, не проницаем для глицерина и мочевины.

## Структура
Подобно другим аквапоринам аквапорин 8 является тетрамерным интегральным белком. Мономер состоит из 261 аминокислоты, содержит 2 тандемных повтора с 3 трансмембранными участками и петлю с характерным мотивом аспарагин-пролин-аланин, которая формирует водный канал.

## Распределение в тканях
Экспрессирован только в поджелудочной железе и толстом кишечнике.